# 第12届金扫帚奖
第12届金扫帚奖在2021年1月5日启动投票，23日由创始人程青松通过网络直播公布了由观众投票产生的提名名单，在31位评委评选之后得奖名单将于3月底第12届青年电影手册年度盛典公布。

## 提名名单
下列之标记得奖者。
| 最令人失望影片 - 《喜宝》 - 《荞麦疯长》 - 《晴雅集》 - 《赤狐书生》 - 《月半爱丽丝》 - 《如果声音不记得》 - 《温暖的抱抱》 - 《82号古宅》 - 《追梦险途》 - 《急先锋》 | 最令人失望导演 - 徐展雄《荞麦疯长》 - 王丹阳《喜宝》 - 郭敬明《晴雅集》《冷血狂宴》 - 张林子《月半爱丽丝》 - 王韦程《我的女友是机器人》 - 宋文《抵达之谜》 - 周楠《明天你是否依然爱我》 - 关信辉《热血合唱团》 - 黄智亨《怪物先生》 - 落落《如果声音不记得》                                       |
| 最令人失望男演员 - 李现《抵达之谜》《赤狐书生》 - 黄景瑜《荞麦疯长》《月半爱丽丝》 - 李鸿其《我在时间尽头等你》《明天你是否依然爱我》 - 邓伦《晴雅集》 - 吴亦凡《冷血狂宴》 - 陈立农《赤狐书生》 - 常远《温暖的抱抱》 - 刘宪华《征途》 - 孙晨竣《如果声音不记得》 - 张国柱《喜宝》                                                             | 最令人失望女演员 - 郭采洁《喜宝》《冷血狂宴》 - 辛芷蕾《我的女友是机器人》 - 李一桐《我在时间尽头等你》 - 关晓彤《月半爱丽丝》 - 郭碧婷《机械画皮》 - 云千千《孙悟空大战盘丝洞》《追龙番外篇之十亿探长》 - 春夏《怪物先生》《晴雅集》 - 王子文《晴雅集》 - 钟楚曦《荞麦疯长》 - 马思纯《荞麦疯长》 |
| 最令人失望编剧 - 王晶《孙悟空大战盘丝洞》 - 王晶、邹培君、曾逸《追龙番外篇之十亿探长》 - 王晶、吕冠南、陈健鸿《肥龙过江》 - 郭敬明《晴雅集》《冷血狂宴》《如果声音不记得》 - 陶日成、宋文、李宗雷《抵达之谜》 - 阮景东《北平会馆》 - 王丹阳、梁璐璐、亦舒《喜宝》 - 唐季礼《急先锋》 - 郑执、刘迟、浦贤《我在时间尽头等你》 - 袁杰《82号古宅》 | 最令人失望流媒体影片 - 《肥龙过江》 - 《怪物先生》 - 《孙悟空大战盘丝洞》 |